# Saint-Aubin-des-Grois
Pour les articles homonymes, voir Saint-Aubin.
Saint-Aubin-des-Grois est une ancienne commune française, située dans le département de l'Orne en région Normandie, devenue le 1er janvier 2016 une commune déléguée au sein de la commune nouvelle de Perche en Nocé.
Elle est peuplée de 57 habitants.

## Géographie
Couvrant 398 hectares, le territoire de Saint-Aubin-des-Grois est le moins étendu du canton de Nocé.
| Saint-Jean-de-la-Forêt, Dame-Marie | Saint-Jean-de-la-Forêt | Nocé                   |
| Dame-Marie                         | Saint-Aubin-des-Grois  | Nocé, Préaux-du-Perche |
| Dame-Marie                         | Saint-Cyr-la-Rosière   | Préaux-du-Perche       |

## Toponymie
Aubin d'Angers, évêque d'Angers au VIe siècle, a donné son nom à la paroisse 
Le déterminatif est issu du latin gresus, « terrain rocailleux ». La grois, grouas ou guérouas, est un sol d'argile de décalcification. Cette terre forte, argilocalcaire et de bonne qualité, dans laquelle abondent des pierres blanches graveleuses, est propice à la culture des céréales.

## Politique et administration
| Période                                  | Période       | Identité       | Étiquette | Qualité     |
| ---------------------------------------- | ------------- | -------------- | --------- | ----------- |
| avant 1988                               | ?             | Gustave Piéton |           |             |
| juin 1995                                | avril 2014    | Pierre Voisin  | SE        | Agriculteur |
| avril 2014                               | décembre 2015 | Joëlle Massola | SE        | Retraitée   |
| Les données manquantes sont à compléter. |               |                |           |             |

Le conseil municipal était composé de sept membres dont le maire et deux adjoints.

## Démographie
L'évolution du nombre d'habitants est connue à travers les recensements de la population effectués dans la commune depuis 1793. À partir du 1er janvier 2009, les populations légales des communes sont publiées annuellement dans le cadre d'un recensement qui repose désormais sur une collecte d'information annuelle, concernant successivement tous les territoires communaux au cours d'une période de cinq ans. 
Pour les communes de moins de 10 000 habitants, une enquête de recensement portant sur toute la population est réalisée tous les cinq ans, les populations légales des années intermédiaires étant quant à elles estimées par interpolation ou extrapolation. Pour la commune, le premier recensement exhaustif entrant dans le cadre du nouveau dispositif a été réalisé en 2006,.
En 2021, la commune comptait 57 habitants, en évolution de −6,56 % par rapport à 2015 (Orne : −1,53 %, France hors Mayotte : +2,49 %).
Saint-Aubin-des-Grois a compté jusqu'à 281 habitants en 1841. Elle est la commune la moins peuplée du canton de Nocé.
| 1793 | 1800 | 1806 | 1821 | 1836 | 1841 | 1846 | 1851 | 1856 |
| ---- | ---- | ---- | ---- | ---- | ---- | ---- | ---- | ---- |
| 204  | 150  | 225  | 228  | 262  | 281  | 262  | 235  | 245  |

| 1861 | 1866 | 1872 | 1876 | 1881 | 1886 | 1891 | 1896 | 1901 |
| ---- | ---- | ---- | ---- | ---- | ---- | ---- | ---- | ---- |
| 228  | 210  | 196  | 191  | 208  | 170  | 172  | 172  | 157  |

| 1906 | 1911 | 1921 | 1926 | 1931 | 1936 | 1946 | 1954 | 1962 |
| ---- | ---- | ---- | ---- | ---- | ---- | ---- | ---- | ---- |
| 156  | 163  | 131  | 136  | 132  | 153  | 118  | 114  | 131  |

| 1968 | 1975 | 1982 | 1990 | 1999 | 2006 | 2011 | 2016 | 2020 |
| ---- | ---- | ---- | ---- | ---- | ---- | ---- | ---- | ---- |
| 139  | 101  | 75   | 60   | 58   | 63   | 64   | 60   | 57   |

## Lieux et monuments
- Église Saint-Aubin. Elle abrite un maitre-autel du XVIIIe siècle doté d'un retable et de trois tableaux (L'Annonciation, L'Éducation de la Vierge et Saint Aubin). L'ensemble est classé à titre d'objet aux Monuments historiques[11].